# Indigo Blue
Indigo Blue (インディゴ・ブルー?, Indigo· burū) è un manga josei di Ebine Yamaji di genere yuri. Pubblicato in Giappone dall'editore Shodensha, la pubblicazione italiana è stata curata da Kappa Edizioni.
A detta dell'autrice Indigo Blue è la prima storia veramente "matura" con cui si è cimentata, lo stesso editore infatti, dopo aver apprezzato il lavoro Love My Life le ha suggerito di dedicare in futuro maggiore spazio alle figure maschili  e proporre delle protagoniste più in là cogli anni, suggerimenti accolti da Yamaji e poi utilizzati per Indigo Blue.

## Trama
Quando a Rutsu  Nakagawa, scrittrice di racconti, viene presentata Tamaki Yano dall'amico illustratore Den, si stupisce che la donna è una tra i pochi ad aver colto l'ambiguità di genere del(la) protagonista di una sua recente pubblicazione. Colpita dall'osservazione, Rutsu rimane come rapita dalla sfuggente curatrice editoriale che, da parte sua, le dice apertamente di non volerla frequentare. 
Quando le chiede spiegazioni in merito, Tamaki la bacia, senza aggiungere altro. Ancora frastornata, Rutsu ripercorre i passi che l'hanno portata a mettersi col suo ragazzo e curatore editoriale, Ryuji. Ricordandosi di aver troncato già sul nascere l'attrazione omosessuale che provava per una compagna di classe, Nakagawa non ha mai frequentato un uomo che amasse per davvero; e questo vale anche per Ryuji, un suo compagno di università che il caso ha fatto fortuitamente reincontrare anni dopo.
Determinata a rivedere Tamaki nonostante tutto, Rutsu si fa dare il suo indirizzo da Den, e la va a trovare. Le due finiscono per andare a letto insieme e Tamaki ribadisce che non desidera una storia con una eterosessuale semplicemente in cerca di avventure o con una scrittrice in cerca di ispirazione, ma Rutsu la rassicura: è amore vero ad unirle. Eppure non riesce a ancora a lasciare Ryuji, sebbene lui stesso abbia notato come la donna che conosceva sia cambiata: nell'intimità Rutsu è come disgustata e ferita dal fare sesso con un uomo e recentemente ha iniziato a scrivere una storia di una donna che si scopre lesbica e che per questo inizia a tradire il compagno.
Nonostante la rassicurazione data a Tamaki di essere single, la giovane scrittrice sente di non riuscire a lasciare Ryuji senza rimorsi e senza ferirlo: questi infatti le si è da poco proposto chiedendole di sposarlo. Nonostante il caparbio rifiuto, Ryuji le dà del tempo per poterci ripensare e Rutsu si illude di poter vivere nel frattempo frequentando entrambe le persone che ama. Quando però Den lascia cadere un accenno al partner di Rutsu mentre in compagnia di Tamaki, questa lascia freddamente la compagnia e, quando l'amante la rincorre, la lascia su due piedi.
L'aver perso Tamaki, fa maturare a Rutsu la decisione, caldeggiata anche dal confidente Den, di lasciare Ryuji e dirgli la verità. Questo, sebbene ferisca molto il giovane uomo, fa riavvicinare le due donne.
Accordato un incontro per chiarire una volta per tutte il loro legame e dare alla storia un taglio, quando Tamaki reincontra la ex scopre di non riuscire a lasciarla andare e, con gioia di Rutsu, torna assieme a lei.
Tempo dopo Rutsu reincontra il suo ex-fidanzato ed ex-curatore e non può che consolarlo dicendogli onestamente di aver veramente amato la sua compagnia, sebbene adesso abbia compreso di essere omosessuale.
A casa, di fronte alla sua nuova opera, Nakagawa osserva come questa rispecchi i suoi sentimenti, la sua vita, e come lo scriverla l'abbia aiutata a tornare quella che realmente era.